# The Texas Chainsaw Massacre (pel·lícula de 2003)
The Texas Chainsaw Massacre és una pel·lícula slasher estatunidenca del 2003 dirigida per Marcus Nispel (en el seu debut com a director), escrita per Scott Kosar, i protagonitzada per Jessica Biel, Jonathan Tucker, Erica Leerhsen, Mike Vogel, Eric Balfour i R. Lee Ermey. La seva trama segueix un grup de joves adults que viatgen per la zona rural de Texas que es troben amb Leatherface i la seva família assassina. Es tracta d'un remake de la pel·lícula de Tobe Hooper de 1974 del mateix nom, i la cinquena instal·lació a The Texas Chainsaw Massacre. Diversos membres de la tripulació de la pel·lícula original van participar en el projecte: Hooper i l'escriptor Kim Henkel van ser coproductors, Daniel Pearl va tornar com a director de fotografia i John Larroquette va repetir la narració de la seva veu per als intertítols inicials.
La pel·lícula es va estrenar als Estats Units el 17 d'octubre de 2003, va rebre majoritàriament ressenyes negatives de la crítica i va recaptar 107 milions de dòlars a taquilla amb un pressupost de 9,5 milions de dòlars. El 2006 es va estrenar una preqüela, titulada The Texas Chainsaw Massacre: The Beginning. The Texas Chainsaw Massacre va ser la primera pel·lícula produïda per Platinum Dunes, que va produir remakes de diverses altres pel·lícules de terror del segle xx.

## Argument
El 18 d'agost de 1973, cinc adults joves - Erin, el seu xicot Kemper i els seus amics Morgan, Andy i Pepper - viatgen a un concert després de visitar Mèxic per comprar marihuana. Mentre condueixen per Texas, agafen una autoestopista traumatitzat que caminava pel mig de la carretera. Intenten parlar amb ella, que parla incoherentment d'"un home dolent", treu un revòlver i es dispara a la boca.
El grup va a una benzinera propera per contactar amb la policia, on una dona, la Luda Mae, els diu que es trobin amb Sheriff Hoyt al molí. En comptes d'això, troben Jedidiah, un nen que diu que Hoyt està a casa emborratxant-se. Erin i Kemper van pel bosc per trobar la seva casa, deixant en Morgan, Andy i Pepper al molí amb Jedidiah. Es troben amb una casa de plantació, i l'Monty, un amputat, permet a Erin entrar a demanar ajuda. Kemper entra a buscar l'Erin, i Thomas "Leatherface" Hewitt li colpeja al cap amb un martell, qui arrossega el seu cos moribund al soterrani. Allà, mata Kemper i troba l'anell amb qui aquest últim volia proposar a Erin.
Mentrestant, l'Hoyt arriba al molí i disposa del cos de l'autoestopista. Després que l'Erin descobreixi que Kemper ha desaparegut, ella i Andy tornen a casa de Monty. Allà, l'Erin distreu en Monty, mentre que l'Andy busca en Kemper. Després d'adonar-se que l'Andy és dins, en Monty convoca Leatherface. Amb una motoserra, Leatherface ataca l'Andy, que li diu a l'Erin que es salvi. L'Erin s'escapa al bosc, mentre Leatherface enxampa l'Andy i li talla la cama esquerra. Després de portar l'Andy al soterrani, Leatherface l’empala amb un ganxo de carn i el tortura encara més fregant-li sal a la soca d'una cama. L'Erin torna al molí, però abans que ella i els altres puguin marxar, arriba en Hoyt. Després de trobar marihuana al tauler, Hoyt ordena a Erin i Pepper que surtin de la furgoneta, li dona a Morgan l'arma que va agafar a l'autoestopista i li diu que torni a representar com es va suïcidar. Morgan intenta disparar en Hoyt, però l'arma està descarregada. Hoyt emmanilla a Morgan i el porta de tornada a casa, donant-li una pallissa pel camí.
De tornada a casa, l'Andy es desperta després de desmaiar-se del dolor i, desesperat, intenta aixecar-se del ganxo de la carn. No obstant això, Leatherface ha atrapat les cadenes que l'aguantaven fent que Andy s'empalés encara més. L'Erin i la Pepper són rastrejades per Leatherface, que ara porta la cara de Kemper com a màscara. Mentre intenta córrer, en Pepper és assassinat per Leatherface. L'Erin corre i s'amaga en un tràiler proper que pertany a la Tea Lady, una dona obesa de mitjana edat, i a l'Henrietta, una dona més jove que li dona el te que ha drogat. L'Erin descobreix que han segrestat el nadó de l'autoestopista, però es desmaia abans que pugui escapar. L'Erin es desperta a la casa, envoltada de la família Hewitt: Leatherface, la seva mare Luda Mae, Hoyt, Monty i Jedidiah. Leatherface va ser turmentat tota la seva vida a causa d'una malaltia de la pell que li va deixar la cara desfigurada, i Luda Mae va sentir que ningú es preocupava de la seva família a part d'ells mateixos.
Al soterrani, l'Erin troba les restes de les víctimes de Leatherface i de l'Andy, encara penjades del ganxo de carn. Després d'intentar ajudar l'Andy, l'Erin el treu de la seva pena quan no el pot treure del ganxo. Després, troba a Morgan emmanillat a una banyera i ferit. Jedidiah, que no està d'acord amb les accions de la seva família, els porta fora de la casa i distreu Leatherface mentre escapen. L'Erin i la Morgan troben una barraca abandonada al bosc i es barregen a l'interior. Leatherface irromp i descobreix l'Erin. Morgan ataca Leatherface, que el penja d'un canelobre per les seves manilles i el mata amb la motoserra. L'Erin s'escapa al bosc amb Leatherface a remolc. Troba un escorxador i ataca a Leatherface amb un tallador de carn, tallant-li el braç dret.
L'Erin surt corrents i atura un camioner, a qui intenta convèncer perquè s'allunyi de la casa, però ell s'atura a buscar ajuda a la benzinera. L'Erin veu la Luda Mae i l'Hoyt parlant amb el camioner mentre Henrietta mira el nadó. Mentre Henrietta surt per donar-li el seu impermeable a la Luda Mae, l'Erin treu el bebè del menjador i el col·loca al cotxe del xèrif. Erin connecta el cotxe i Hoyt intenta aturar-la, que l'atropella repetidament fins que mor. Llavors, Leatherface apareix a la carretera i talla el cotxe amb la seva motoserra, però l'Erin s'escapa amb el nadó. Dos dies després, dos agents que investigaven la casa són assassinats per Leatherface i el cas continua obert.

## Repartiment
- Jessica Biel com a Erin
- Jonathan Tucker com a Morgan
- Erica Leerhsen com a Pepper
- Mike Vogel com a Andy
- Eric Balfour com a Kemper
- David Dorfman com a Jedidiah
- R. Lee Ermey com a Sheriff Hoyt
- Andrew Bryniarski com a Thomas Hewitt
- Lauren German com a noia adolescent
- Terrence Evans com a Old Monty
- Marietta Marich com a Luda Mae
- Heather Kafka com a Henrietta
- Kathy Lamkin com a Tea Lady al tràiler
- Brad Leland com a Big Rig Bob
- Mamie Meek com a secretari
- John Larroquette com a narrador

## Producció

### Desenvolupament
El 5 de desembre de 2001, Creature Corner.com va informar que l'empresa de nova creació de Michael Bay, Platinum Dunes (que va ser creada per produir pel·lícules de baix pressupost), s'havia centrat en la reconstrucció de La matança de Tecas. Els primers anuncis al lloc van indicar que la història s'explicaria en un flashback amb l'actriu Marilyn Burns, que va protagonitzar la pel·lícula original, repetint el seu paper com l’anciana Sally Hardesty, relatant els esdeveniments de la pel·lícula. Més tard es va anunciar que els cineastes ja havien comprat els drets de la pel·lícula original.
Al principi de la producció de la pel·lícula, els cineastes originals Tobe Hooper i Kim Henkel estarien escrivint un guió per a la pel·lícula, però en aquell moment es desconeixia si s'utilitzaria o no el seu guió. El juny de 2002, es va anunciar que Marcus Nispel dirigiria la pel·lícula en el seu debut com a director. Nispel va dir que inicialment estava en contra de la idea de refer la pel·lícula, titllant-la de "blasfèmia" al seu director de fotografia, Daniel Pearl, que havia rodat la pel·lícula original. Pearl, però, va animar Nispel a unir-se al projecte, ja que volia acabar la seva carrera amb les pel·lícules Chainsaw.
Més tard es va anunciar que Scott Kosar va signar com a guionista de la pel·lícula.
Com en la versió original de 1974, està vagament inspirat en els crims de la vida real de l'assassí en sèrie de Wisconsin Ed Gein. Els crims de Gein també havien inspirat novel·les com ara Psycho i El silenci dels anyells, totes dues eren posteriorment adaptat a pel·lícules posteriors.

### Guió
El guió va ser escrit per Scott Kosar, qui va escriure els guions de El maquinista i remake de The Amityville Horror de Platinum Dunes.
La pel·lícula va ser la primera feina professional de Kosar com a guionista i més tard va recordar sentir-se emocionat i honrat davant la perspectiva d'escriure el guió del remake. Kosar també es va adonar ben aviat que estava tractant amb "una de les obres fonamentals del gènere" i que no es podia millorar. Quan va parlar amb els productors de la pel·lícula, Kosar va considerar que la nova pel·lícula no hauria d'intentar competir amb la pel·lícula original, ja que va pensar que es va fer en diferents circumstàncies.
En esborranys anteriors, es va revelar que Erin, el personatge principal de la pel·lícula, estava embarassada de nou mesos durant tota la pel·lícula, però va ser retirada dels esborranys posteriors per insistència del productor Michael Bay.

### Càsting
Jessica Biel, que anteriorment va protagonitzar la sèrie de televisió 7th Heaven, va ser elegida com el personatge principal Erin.
L'actor Andrew Bryniarski, que va protagonitzar Pearl Harbor de Bay i després es va mantenir amic d'ell, es va reunir personalment amb el productor Bay i li va demanar el paper de Leatherface. Un altre actor, anomenat Brett Wagner, va ser seleccionat per al paper abans de Bryniarski, però, el primer dia, l'actor va ser hospitalitzat i acomiadat per mentir sobre les seves habilitats físiques. Sense un actor per a l'antagonista principal de la pel·lícula, els cineastes van trucar i li van preguntar si Bryniarski encara volia el paper, cosa que va acceptar. Per preparar-se per al paper, Bryniarski va menjar una dieta de costella i pa blanc per aconseguir que el seu pes arribés a gairebé 300 lliures. Més tard, Bryniarski repetiria el seu paper de Leatherface a la preqüela.

### Rodatge
Nispel va preferir rodar la pel·lícula a Califòrnia, però Bay va suggerir Texas, on abans havia rodat tres vegades. La fotografia principal va començar a Austin el juliol de 2002 i va durar 40 dies. Nispel va rodar intencionadament la pel·lícula amb un estil diferent, utilitzant elements narratius més tradicionals, ja que no volia fer un remake pla per pla reproduint l'estil documental de la pel·lícula original. El director de fotografia Pearl va explicar a partir d'una entrevista al plató: "La gent em pregunta:" Serà tan dur i gran com l'última que vaig fer? No. La vaig fer. No té sentit fer exactament la mateixa pel·lícula amb exactament el mateix aspecte."
El remake inclou referències a la pel·lícula anterior, inclòs John Larroquette, que torna en el seu paper de narrador de la pel·lícula.
El temps durant el rodatge era molt calorós i humit. Bryniarski, que interpreta Leatherface a la pel·lícula, va fer totes les seves pròpies acrobàcies i es va veure obligat a portar un "vestit gros", que va augmentar les seves gairebé 300 lliures a 420 lliures. El vestit també es va escalfar ràpidament, així que l'actor havia d'assegurar-se que bevia molts líquids abans d'un rodatge. La màscara de Leatherface també era un problema; la màscara estava feta de silicona i era difícil per a l'actor respirar. La tripulació disposava de moltes motoserres de suport per a l'actor Bryniarski, com ara motoserres que treuen fum i motoserres automàtiques.

## Llançament i recepció

### Taquilla

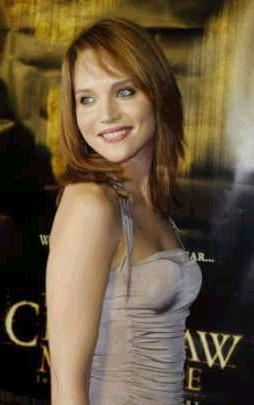
L'actriu Erica Leerhsen a l'estrena de la pel·lícula, 15 d'octubre de 2003

The Texas Chainsaw Massacre es va estrenar a Amèrica del Nord el 17 d'octubre de 2003, a 3.016 sales de cinema dels EUA. Va recaptar 10.620.000 dòlars el dia de l'estrena i va acabar el cap de setmana d'obertura amb 29,1 milions de dòlars, debutant al número 1 a la taquilla dels EUA. Dins dels 17 dies següents a la seva publicació , la pel·lícula havia recaptat més de 66 milions de dòlars als EUA.
La pel·lícula es va estrenar a diversos altres països durant els mesos següents (incloent un llançament de Halloween al Regne Unit) va recaptar 26,5 dòlars milions, mentre que la recaptació nord-americana se situa en 80,6 milions de dòlars, la qual cosa fa que la recaptació mundial sigui de 107 milions. El pressupost de la pel·lícula va ser de 9,5 milions de dòlars, la qual cosa la converteix en la pel·lícula més taquillera de la franquícia fins i tot quan s'ajusta a la inflació. Ajustada per la inflació a partir del 2018, la pel·lícula hauria recaptat més de 162 milions de dòlars.

### Resposta crítica
L'agregador de ressenyes Rotten Tomatoes mostra una puntuació d'aprovació del 37% basada en 159 ressenyes; la nota mitjana és de 4,9/10. El consens dels crítics del lloc afirma: "Un remake innecessari que fa més sang i menys por que l'original." Metacritic, un altre agregador de ressenyes, calcula una puntuació mitjana de 38, que indica "crítiques generalment desfavorables". Públics enquestat per CinemaScore va donar a la pel·lícula una nota mitjana de "B+" en una escala d'A+ a F.
Manohla Dargis de Los Angeles Times va elogiar el poliment de la cinematografia de Pearl (en contrast amb el seu treball més dur a l'original), tot i que va assenyalar: "El remake es mou més ràpid i sona més fort, però sembla insensible en lloc d'esgarrifós." Robert K. Elder del Chicago Tribune li va donar tres estrelles de quatre i la va anomenar "una pel·lícula slasher eficaçment terrorífica" malgrat la seva premissa absurda. William Thomas d'Empire la va puntuar amb tres estrelles sobre cinc i va escriure : "Hauràs de superar el ressentiment cap a aquest remake innecessari abans de poder-te aterroritzar correctament, però, segons els seus propis termes, funciona bé." Roger Ebert va donar a la pel·lícula un rar zero estrelles sobre quatre, anomenant-la "Una pel·lícula menyspreable: vil, lletja i brutal. No hi ha cap raó per veure-ho. Els que el defensen hauran de ballar a través de cèrcols mentals ideats per ells mateixos, definint la seva mesquinesa i desesperació com a "estil" o "visió" o "un comentari sobre el nostre món". Variety va donar a la pel·lícula una crítica desfavorable, escrivint que la pel·lícula era "inicialment prometedora, però ràpidament decebedora recuperació d'un clàssic de terror molt influent".
Peter Travers de Rolling Stone va atorgar la pel·lícula dues estrelles de quatre, i va escriure: "El director Marcus Nispel, aclamat pels seus anuncis i vídeos musicals, té un ull agut i el bon sentit de contracta a Daniel Pearl, que va rodar la primera Chainsaw. Però tota la mala reacció des de Friday the 13th fins a The Blair Witch Project ha infectat el guió de Scott Kosar. Hooper va optar per primitiu, Nispel va per slick. Hooper es va tranquil·litzar amb la sang, Nispel s'hi aboca" i va anomenar la pel·lícula "sense ànima". Dave Kehr de The New York Times va donar a la pel·lícula una crítica desfavorable, assenyalant: "En lloc d'emocionar, aquesta biliosa pel·lícula només ofereix atrapament i desesperació", comentant a més que la pel·lícula va ser tan divertida com asseure's en una autòpsia. Leonard Maltin va atorgar a la pel·lícula 1,5 estrelles sobre quatre, elogiant la intensitat de la pel·lícula però criticant la manca de personatges simpàtics i la manca d'humor que hi havia a l'original, afirmant: "Una vegada que s'ha fet una puntada en marxa, és brutalment implacable amb els seus personatges poc atractius i el públic."
A The Movie Show de SBS la crítica australiana Margaret Pomeranz va dir que aquesta era la primera pel·lícula de la qual ha sortit (donant-li mitja hora) i el va rebutjar una puntuació mentre que el seu company David Stratton el va puntuar amb una estrella."Estava en un cinema i hi havia uns 10 homes solters asseguts al voltant, i només vaig pensar, no cal que ho vegi", diu. "Així que sí, vaig sortir. Vaig optar per abraçar les pel·lícules, però hi ha moltes pel·lícules mitjanes per aquí. Només has d'intentar mirar les coses bones que hi ha. Alguns gèneres no són del meu gust: els drames de la presó, la crueltat de l'home cap a altres homes o dones... Jo solia acceptar la violència al cinema de moltes maneres, però estic reaccionant en contra d'això."
Jamie Russell de la BBC va elogiar la pel·lícula, referint-se a ella com "una fàbrica de botons cruixent, elegant i ocasionalment espantosa de xocs i crits notablement millor del que ningú tenia dret a esperar". però es lamenta: "si els cineastes podien produir alguna cosa tan decent, per què no van rodar un guió original, o fins i tot una seqüela del clàssic de Hooper de 1974 en lloc d'un remake?" Peter Bradshaw de The Guardian va atorgar a la pel·lícula dues estrelles de cinc, referint-se a ella com un "renaixement alcista" de l'original, i va afegir: "La pel·lícula troba els locals de Diane Arbus deliciosament grotescs per espantar els nostres pobres herois i heroïnes. Tot és tan poc subtil com vulguis, i reconeixem-ho, la falta de subtilesa està a l'ordre del dia."

## Llegat
A causa de l'èxit financer de la pel·lícula, va influir en una gran quantitat de franquícies de pel·lícules de terror per refer les seves pel·lícules originals al llarg dels anys 2000 i 2010. Alguns exemples notables inclouen La casa de cera, The Wicker Man, The Omen, Halloween, My Bloody Valentine 3D, Friday the 13th, Malson a Elm Street. L'origen i Child's Play. Aquests van rebre crítiques mixtes a negatives i han estat molt criticats pel públic i la crítica per ser addicions innecessàries a les seves franquícies.

## Mitjans domèstics
La pel·lícula es va estrenar en VHS i DVD el 30 de març de 2004, a través de New Line Home Entertainment. Les característiques especials inclouen set anuncis de televisió, una banda sonora promoció i tràilers i un vídeo musical de Suffocate de Motograter.
Aquell mateix dia també es va publicar una edició de dos discs de la Platinum Series, que contenia una coberta de placa metàl·lica col·leccionable, tres comentaris de cineastes amb el productor Michael Bay, el director Marcus Nispel i altres, targetes de fotos de la ciutat del crim, escenes suprimides, una obertura alternativa i, els documentalsChainsaw Redux: In-Depth i Gein: The Ghoul of Planifield, proves de pantalla de repartiment, galeria d'art, set anuncis de televisió i tràilers, el vídeo musical de la cançó heavy metal Suffocate de "Motograter", una promoció de la banda sonora i contingut en DVD-ROM, inclòs guió a pantalla.
Una versió UMD de la pel·lícula es va estrenar el 4 d'octubre de 2005. i en Blu-ray el 29 de setembre de 2009.

### Novel·lació
Stephen Hand va escriure una novel·lació que va ser publicada l'1 de març de 2004 per Black Flame. Hand previously wrote the novelization for Freddy vs. Jason, also for New Line and Black Flame.

## Música
Hi va haver dos àlbums de bandes sonores publicats per Bulletproof Records/La-La Land Records per a la pel·lícula; el primer estava pensat per a un públic habitual amb música popular metal i es va estrenar el 4 de novembre de 2003.
El segon va ser la partitura original de la pel·lícula composta per Steve Jablonsky. Aquest es va publicar el 21 d'octubre de 2003 i té un temps d'execució de 50:25.
Els tràilers i els anuncis de televisió van utilitzar una versió de la versió de This Mortal Coil de "Song to the Siren", que s'acaba d'enregistrar per al tràiler i cantada per Renee de la banda Moneypenny.

## Banda sonora
1. "Immortally Insane" de Pantera
2. "Below the Bottom" de Hatebreed
3. "Pride" de SOiL
4. "Deliver Me" de Static-X
5. "43" de Mushroomhead
6. "Pig" de Seether
7. "Down In Flames" de Nothingface
8. "Self-Medicate" de 40 Below Summer
9. "Suffocate" de Motograter
10. "Destroyer of Senses" de Shadows Fall
11. "Rational Gaze" de Meshuggah
12. "Archetype (Remix)" de Fear Factory
13. "Enshrined de Grace" de Morbid Angel
14. "Listen" de Index Case
15. "Stay in Shadow" de Finger Eleven
16. "Ruin" de Lamb of God
17. "As Real As It Gets" de Sworn Enemy
18. "Five Months" de Coretez